# Porta Marina (Barletta)
Porta Marina costituisce l'unico esempio rimanente delle antiche porte che cingevano la città di Barletta. 
È situata nella piazza omonima e su di essa confluiscono: via Mura San Cataldo, che circonda i Giardini del Castello e scende fino a Piazza Marina seguendo l'abbassamento di quota sul livello del mare; via Mura del Carmine, che proviene dalla parte opposta e che è situata sulle antiche mura che un tempo si affacciavano sul mare; via Marina che proviene dal Porto e, attraversando la piazza, sale lungo fino a innestarsi nell'antico tracciato di via Cialdini.

## Storia
Porta Marina non è sempre stata situata nel medesimo punto. 
L'originaria Porta Marina, medioevale, è verosimilmente quell'arco a sesto acuto che attualmente permette di accedere all'edificio che ha ospitato la Guardia di Finanza fino alla costruzione della nuova caserma. Al suo fianco trovava posto l'antico Palazzo della Dogana e le mura medioevali scendevano dal Castello verso via Sant'Andrea, costeggiando i vicoli provenienti da via Duomo e terminavano su Porta Marina. Solo successivamente la cinta muraria sarebbe stata estesa a nord-ovest lungo la linea di costa fino al Paraticchio.
Nel 1751 fu costruita la nuova porta, testimoniata dall'iscrizione lapidea presente sulla parte superiore della porta che si affaccia verso il mare, affiancata dalle armi della città e dallo stemma borbonico:
| D.O.M. CAROLO PIO FEL. ANG. REGNANTE QUA PORTUM RECTA ADIRI LICEAT ORDO POPULUSQ. BAROLUTANUS ELEGANTIOREM PORTAM PATEFECIT A.M.D. CCLI JOSEPHO DE ELIA VINCENTIO STEFANELLI ELECTIS |

Lo stemma borbonico è presente nel medesimo punto anche dalla parte opposta della porta.

## Galleria d'immagini

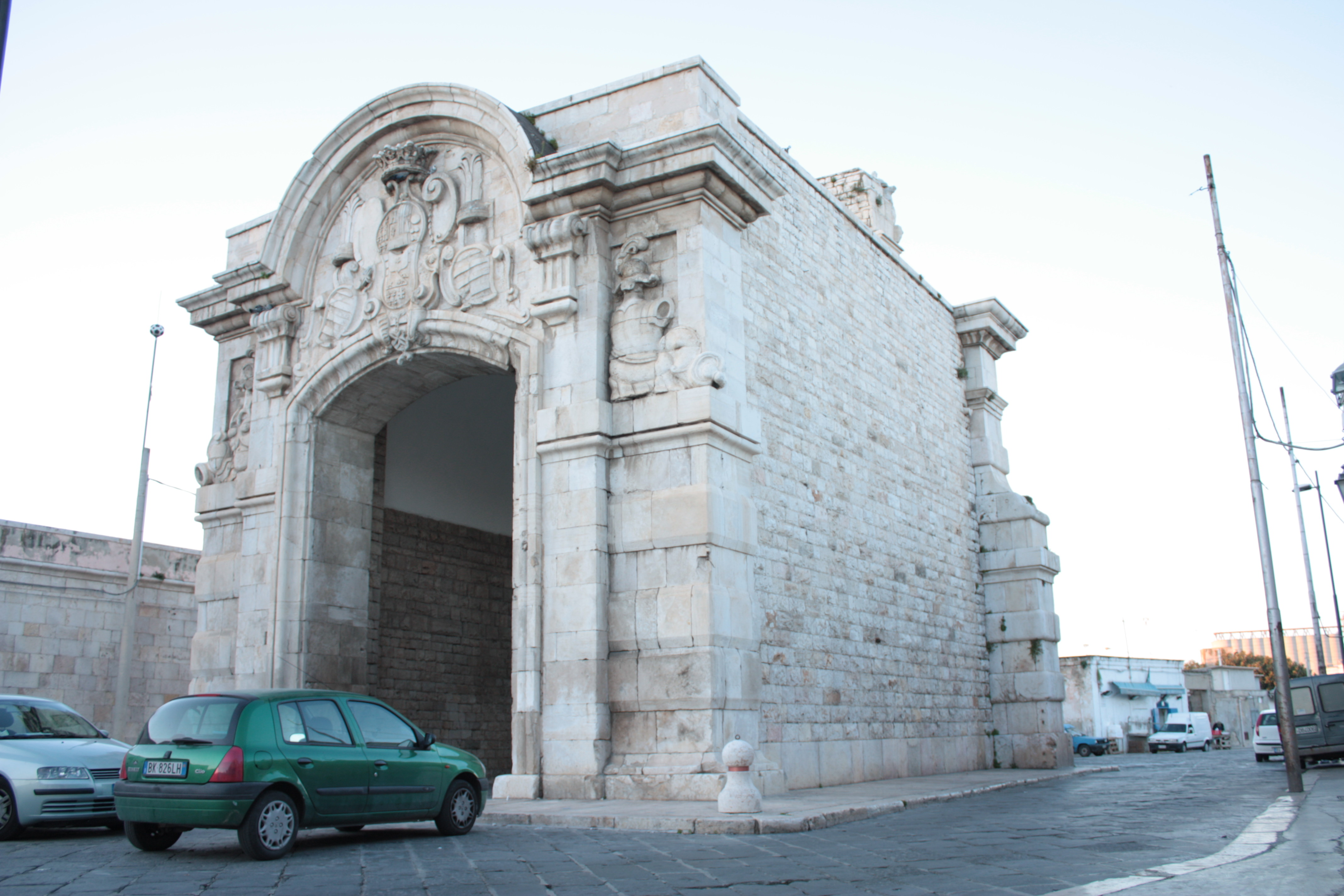
Porta Marina
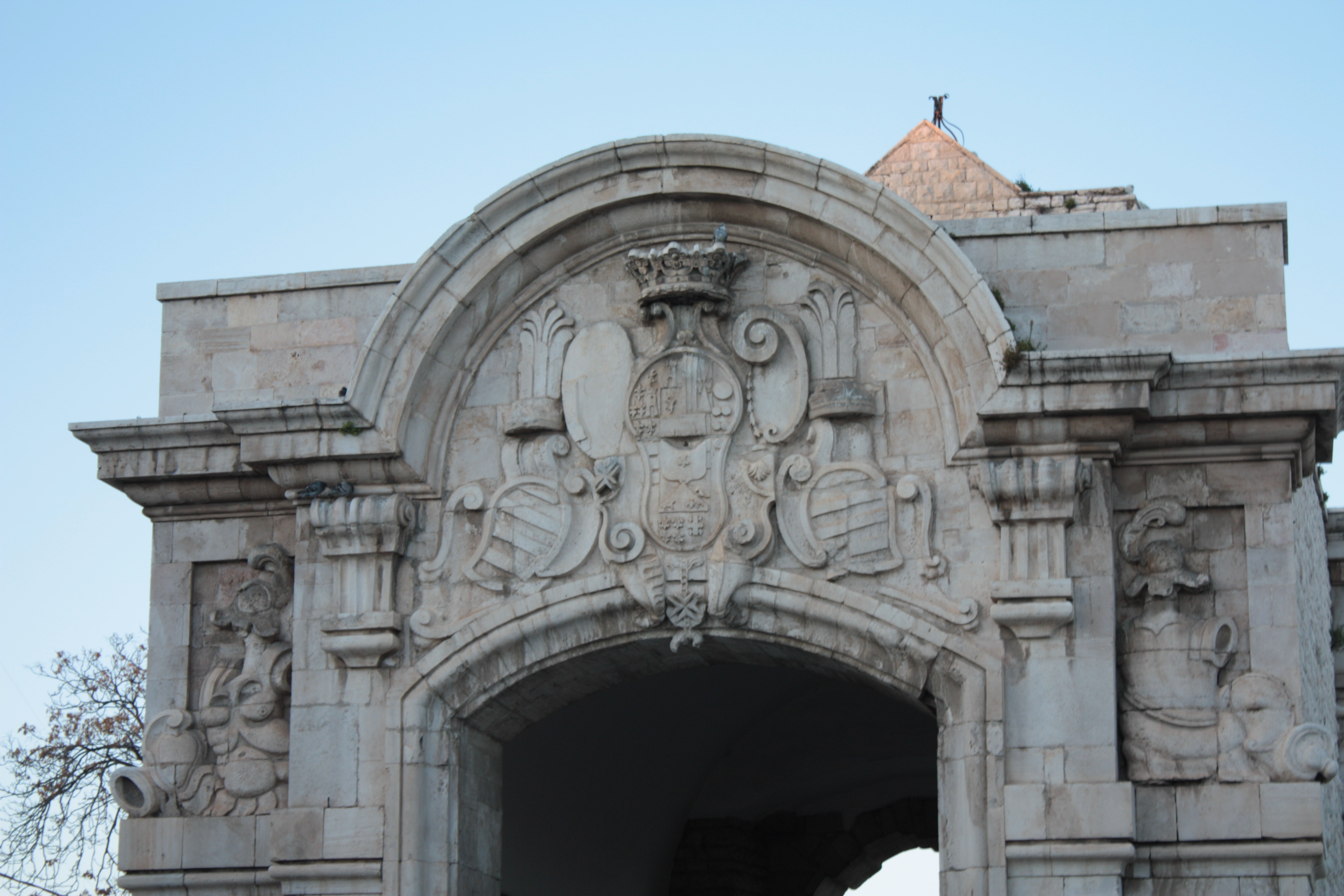
Dettaglio della parte superiore della porta, verso Piazza Marina
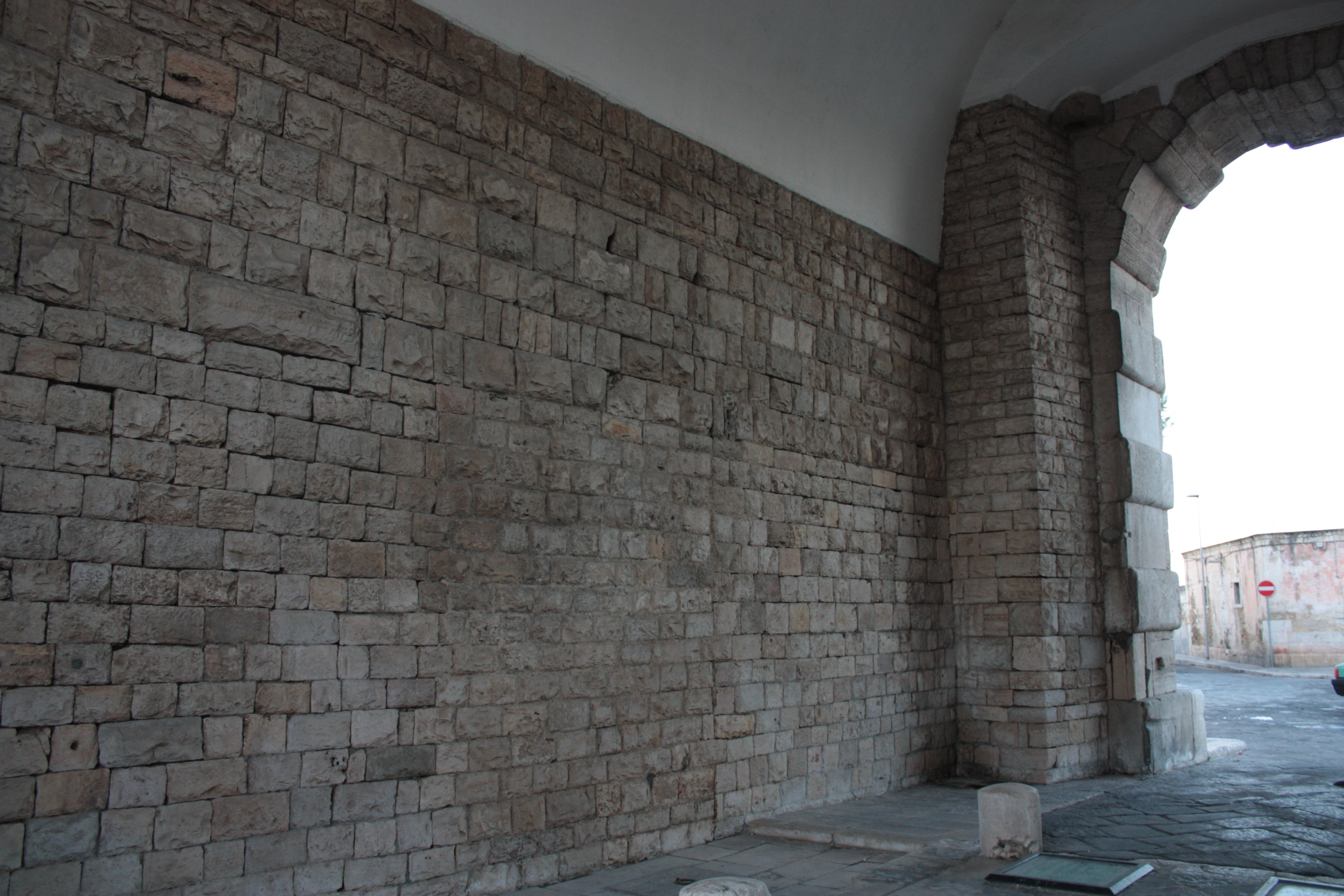
L'interno della Porta
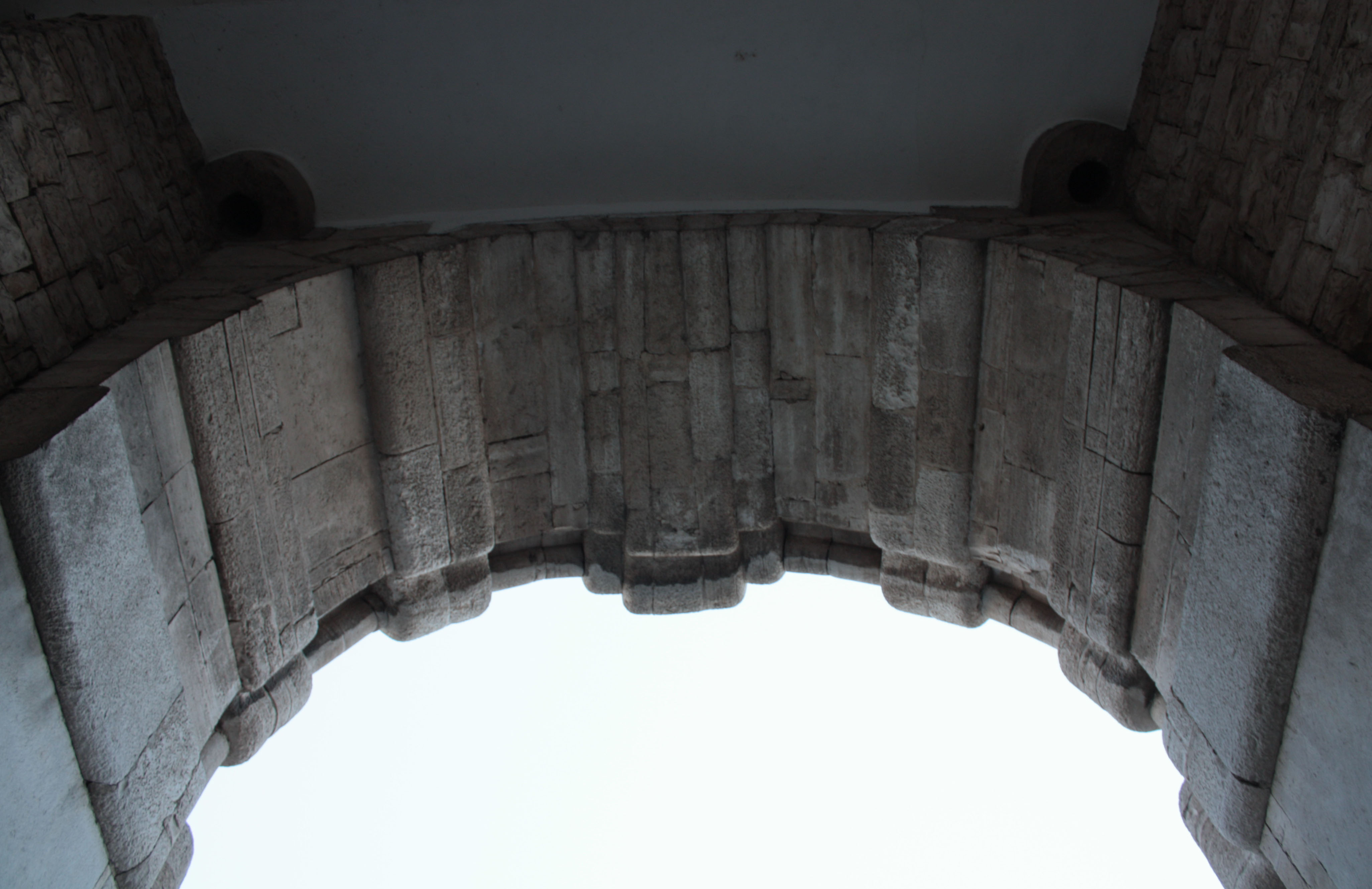
L'intradosso dell'arco